# Paletnologia
La paletnologia (da non confondersi con la paleontologia), o archeologia preistorica, è la scienza che studia la cultura delle civiltà umane preistoriche e protostoriche attraverso l'analisi dei reperti materiali. Oggetto della disciplina sono pertanto solo le specie appartenenti al genere homo che abbiano prodotto manufatti (ovvero a partire dall'Homo habilis), e forse, allo stato attuale della conoscenza, alcuni Australopithecus.

## Origini e sviluppo
La paletnologia è l'etnologia della preistoria, più precisamente dell'archeologia preistorica, nata da un'idea ottocentesca che promuoveva il collegamento fra le due discipline. Il problema che si pone la materia è di ricostruire l'organizzazione di questi gruppi; l'idea dell'ethnoarchaeology, nata in Italia (intorno alla rivista di G. Chierici, L. Pigorini e P. von Strobel, l'unico periodico in Europa dedicato alla preistoria di una sola nazione), è stata riproposta in ambito anglosassone, all'inizio degli anni Sessanta, con la New Archaeology, ossia il rifiuto di un'impostazione tradizionale, tipologica e geografica.
Nei decenni pioneristici della ricerca archeologica si lavorava principalmente sulla ricostruzione della sequenza stratigrafica, e non era facile confrontare più contesti lontani: lo afferma Colin Renfrew che ha scritto il suo volume nel 1973, Before Civilisation, the Radiocarbon Revolution and Prehistoric Europe (per poi rivederlo nel 1979), epoca in cui già si faceva largo uso delle datazioni al radiocarbonio e si cominciava a calibrarle con la dendrocronologia.
I concetti metodologici alla base della ricerca archeologica erano la somiglianza tra gli oggetti o i manufatti in genere, la possibilità di stabilire un insieme di associazioni, di individuare la successione delle tipologie (tramite tabelle di associazione) ed infine la valutazione dell'ampiezza della circolazione. Questi dati portavano all'elaborazione del concetto di facies culturale.
Dalla seconda metà dell'Ottocento in etnologia si afferma l'evoluzionismo, secondo il quale tutte le società avevano percorso gli stessi stadi durante la propria formazione; il punto più alto di questa evoluzione era costituito dalla preistoria europea. 
In quest'epoca si convalida infatti la prima distinzione fra le età dei metalli, metodologia basata sulle prime stratigrafie geologiche ed intuitive; si riteneva cioè che a determinate tecniche corrispondessero altrettanti contesti sociali. Non a caso, il Museo Pigorini venne creato appositamente per coniugare entrambe le discipline. Si accreditava, in seguito, il concetto di diffusionismo, come scuola storico-culturale, per cui questi cicli culturali avevano avuto delle estensioni molto vaste (come oggetti, miti, ecc.), e a livello preistorico si era cercato d'individuare l'area di applicazione e l'origine di queste innovazioni – all'epoca considerato (non in maniera del tutto errata) – nel Vicino Oriente.
Nella fase successiva si è assistito ad un maggiore distacco fra le due discipline, con la nascita del funzionalismo (antropologia sociale), legato all'idea per cui non è importante avere una cognizione dell'insieme, trattandosi di costruzioni ideologiche deboli, ma che l'interesse andava focalizzato nei singoli contesti, cercando d'individuarli come funzioni. Fra questi, Gordon Childe fu tra i primi a porsi il problema del funzionalismo in campo etnoantropologico. Dopo il secondo conflitto mondiale, particolarmente negli Stati Uniti, si affrancò il neoevoluzionismo con R.J. Braidwood, cioè uno sviluppo dell'evoluzionismo che privilegiava le teorie diffusioniste, poiché considerava le prime troppo rigide. All'inizio degli anni Sessanta nacque la New Archaeology, con un successo particolare in ambito anglosassone, derivato dall'esigenza di coniugare la creazione di una cronologia senza dover realizzare delle tipologie, dunque non solamente una distribuzione verticale, ma anche spaziale; si riprende in sostanza l'idea del funzionalismo, riportato però a lungo termine.
Un'ulteriore reazione fu scaturita dall'indirizzo post-processuale, con L. Binford, K. Flannery e C. Renfrew (a modo suo) fra la fine degli anni Settanta e l'inizio degli anni Ottanta, per cui si tentò di capire complessivamente il funzionamento delle società. È una critica alla visione dell'organizzazione dei gruppi umani simile alla nostra: se ci sono delle finalità di tipo culturale in uno sforzo, ci deve essere un collegamento anche se non ci è palesato (non bisogna minimizzare lo sforzo): non esistono necessariamente delle leggi di comportamento universali; si critica dunque il comportamentismo statunitense, che affermava che a stimoli simili si ha un comportamento uguale.